# Oulad Ali Youssef
Oulad Ali Youssef (franska: Oulad Ali Youssef (CR), Oulad Ali Youssef (Commune Rurale), arabiska: عين الشقف) är en kommun i Marocko.   Den ligger i provinsen Boulemane och regionen Fès-Meknès, i den nordöstra delen av landet, 270 km öster om huvudstaden Rabat. Antalet invånare är 6 669.